# Nuoto ai XIX Giochi del Mediterraneo - Staffetta 4x200 metri stile libero maschile
La gara della staffetta 4x200 metri stile libero maschile ai XIX Giochi del Mediterraneo si è svolta il 1º luglio 2022. La finale si è disputata nel pomeriggio.

## Podio
| Pos. | Nazione | Atleta                                                                      |
| ---- | ------- | --------------------------------------------------------------------------- |
|      | Grecia  | Dimitrios Markos Eyaggelos Makrygiannis Konstantinos Stamou Andreas Vazaios |
|      | Spagna  | Mario Mollà Carlos Quijada Luis Domínguez Miguel Martínez                   |
|      | Turchia | Baturalp Ünlü Batuhan Filiz Efe Turan Doğa Çelik                            |

## Record
Prima della manifestazione il record del mondo (RM) e il record dei Giochi del Mediterraneo (RG) erano i seguenti.
|  | 6'58"55 | Stati Uniti | 31 luglio 2009 Roma    |
|  | 7'09"44 | Italia      | 29 giugno 2009 Pescara |

Durante la competizione non sono stati migliorati record.

## Risultati

### Finale
| Pos. | Corsia | Nazione | Atleta | Tempo        | Note |
| ---- | ------ | ------- | --- | ------------ | ---- |
|      | 3      | Grecia  | Dimitrios Markos (1'47"72) Eyaggelos Makrygiannis (1'52"22) Konstantinos Stamou (1'50"03) Andreas Vazaios (1'47"94)     | 7'17"91      |      |
|      | 2      | Spagna  | Mario Mollà (1'52"59) Carlos Quijada (1'50"23) Luis Domínguez (1'49"03) Miguel Martínez (1'51"22)                       | 7'23"07      |      |
|      | 5      | Turchia | Baturalp Ünlü (1'49"63) Batuhan Filiz (1'49"92) Efe Turan (1'51"33) Doğa Çelik (1'52"79)                                | 7'23"67      |      |
| 4    | 6      | Algeria | Mohamed Anisse Djaballah (1'53"00) Sofiane Achour Talet (1'55"26) Lounis Khendriche (1'56"06) Fares Benzidoun (1'55"78) | 7'40"10      |      |
| DSQ  | 4      | Italia  | Mattia Zuin (1'49"49) Luca De Tullio (1'49"51) Filippo Megli Alessio Proietti Colonna                                   | Squalificata |      |